# Permeámetro
El permeámetro es un aparato que sirve para medir la permeabilidad de los materiales ante el paso de fluidos a través de ellos. Es un método directo de medir el coeficiente de permeabilidad. 

## Tipos
Existen dos tipos de permeámetros: (i) de nivel constante; y, (ii) de nivel variable.

### Permeámetro de nivel constante
En este método, aplicable principalmente para suelos granulares, se mide el caudal de agua que atraviesa una muestra de suelo saturada colocada en un dispositivo llamado permeámetro. El volumen de agua se mide manteniendo el nivel de agua constante en un tubo alimentador conectado al aparato. Las pruebas se hacen sobre una muestra alterada, lo que puede ser un inconveniente para transportar los resultados a suelos naturales.. 
Cálculo del Coeficiente de permeabilidad: El coeficiente de permeabilidad se determina con la fórmula:
{\displaystyle K_{20}={\frac {q}{i*A*t}}*f_{c}}  (expresado en cm/s)
donde:
{\displaystyle q} = volumen de agua escurrida, a través de la muestra, en el tiempo {\displaystyle t}, expresado en cm³
{\displaystyle i} = gradiente hidráulico {\displaystyle {\frac {\delta H}{L}}}
{\displaystyle A} = área de la sección transversal de la muestra en cm²
{\displaystyle t} = tiempo del ensayo en segundos
{\displaystyle \delta H} = diferencia de presión entre la entrada y la salida de la muestra, en cm
{\displaystyle L} = altura de la muestra analizada en cm
{\displaystyle f_{c}} = coeficiente de corrección de temperatura {\displaystyle f_{c}={\frac {\gamma _{T}}{\gamma _{20}}}}
{\displaystyle \gamma _{T}t} = viscosidad del agua a T oC en la que se desarrolla la medición
{\displaystyle \gamma _{20}} = Viscosidad del agua a 20.oC

### Permeámetro de nivel variable
Estos ensayos se aplican para suelos con una textura fina, arcillas o suelos limo arcillosos. Los ensayos tienen una duración considerable porque la cantidad de agua que atraviesa la muestra es muy limitada.
Equipo necesario son idénticos a los del método anterior, más una bureta graduada con soporte de modo que se mantenga en forma vertical.
Cálculo del coeficiente de permeabilidad {\displaystyle (K_{20})} se obtiene mediante la siguiente expresión:
{\displaystyle K_{20}={\frac {a*L*Ln({{\frac {h_{1}}{h_{2}}})}}{A*t}}*f_{c}}  (expresado en cm/s)
donde:
{\displaystyle a} = área de la sección transversal de la bureta en cm²
{\displaystyle A} = área de la sección transversal de la muestra en cm²
{\displaystyle L} = altura de la muestra del terreno en cm
{\displaystyle Ln} = logaritmo natural de {\displaystyle ({\frac {h_{1}}{h_{2}}})}
{\displaystyle h_{1}} = altura de agua al inicio del ensayo
{\displaystyle h_{2}} = altura de agua al final del ensayo
{\displaystyle t} = tiempo del ensayo en segundos
{\displaystyle f_{c}} = coeficiente de corrección de temperatura {\displaystyle f_{c}={\frac {\gamma _{T}}{\gamma _{20}}}}